# موراسیزین
موراسیزین (انگلیسی: Moracizine) یک داروی ضد آریتمی دسته IC است این دارو برای پیشگیری و درمان آریتمی‌های بطنی جدی کاربرد دارد.